# 村田昇 (教育学者)
村田 昇（むらた のぼる、1926年5月5日 - 2017年3月28日）は、日本の教育学者、滋賀大学名誉教授。

## 来歴
滋賀県大津市出身。1951年広島文理科大学教育学科卒。「シュプランガー政治教育思想の研究」で広島大学より文学博士の学位を取得。滋賀大学学芸学部講師、助教授、教育学部教授。1990年定年退官、名誉教授、京都女子大学教授。滋賀オペラ協会会長、大津管弦楽団指揮者。

## 著書
- 『現代道徳教育の根本問題』明治図書出版 1968
- 『国家と教育 シュプランガー政治教育思想の研究』ミネルヴァ書房 1969
- 『教育の実践原理』ミネルヴァ書房 教育学選書　1974
- 『「畏敬の念」の指導 こころ・いのち・体験』明治図書出版 道徳教育全書 1993
- 『これからの社会教育』東信堂 1994
- 『シュプランガー教育学の研究』京都女子大学研究叢刊 1996
- 『生きる力と豊かな心』東信堂 1997
- 『パウルゼンシュプランガー教育学の研究』京都女子大学研究叢刊 1999
- 『戦後教育の反省とその再生』学事出版 2005
- 『ふるさとからの教育論 近江の心に育てられて』サンライズ出版 2005
- 『国と教育の在り方を求めて』サンライズ出版 2006
- 『伝教大師と日本の心』サンライズ出版 2006
- 『道徳教育の本質と実践原理』玉川大学出版部 玉川大学教職専門シリーズ 2011

### 共編著
- 『現代道徳教育論』編著 ミネルヴァ書房 教育学選書 1974
- 『教育学原論』杉谷雅文共編著 ミネルヴァ書房 現代の教育学 1979
- 『道徳教育論』編著 ミネルヴァ書房 現代の教育学 1979
- 『現代道徳教育の研究』宮脇陽三共編著 めいけい出版 1981
- 『教育哲学』編 有信堂高文社 現代教育学シリーズ 1983
- 『道徳教育』編 有信堂高文社 現代教育学シリーズ 1983
- 『幼児教育法　道徳教育の研究 理論編』編著 三晃書房 1985
- 『現代教育学』編 東信堂 1986
- 『現代教育問題セミナー 第2巻 児童・生徒』共編 第一法規出版 1988
- 『日本教育の原点を求めて 伝教大師と現代』編 東信堂 1989
- 『小学校新しい道徳指導のポイント』押谷由夫共編著 東京書籍 1991
- 『教育哲学』編著 東信堂 1992
- 『これからの道徳教育』大谷光長共編 東信堂 1992
- 『これからの教育 教育の本質と目的』編著 東信堂 1993
- 『シュプランガーと現代の教育』編 玉川大学出版部 1995
- 『日本教育の危機とその克服』編著 東信堂 2001
- 『日本教育の再建 現状と課題、その取り組み』編著 東信堂 2001
- 『道徳の指導法』編著 玉川大学出版部 2003
- 『日本の教育改革をどう構想するか 民間教育臨調の提言 学校教育の再生』編著 学事出版 2005

### 翻訳
- E.シュプランガー『教育学的展望 現代教育の諸問題』杉谷雅文共訳 関書院 1956
- クラウス・シュライヒャー編著『家庭と学校の協力 先進八カ国・悩みの比較』サイマル出版会 1981
- E.シュプランガー『教育学的展望 現代の教育問題』片山光宏共訳 東信堂 1987
- エドゥアルト・シュプランガー『人間としての在り方を求めて 存在形成の考察』山崎英則共訳 東信堂 1990
- エドゥアルト・シュプランガー『人間としての生き方を求めて 人間生活と心の教育』山邊光宏共訳 東信堂 1996